# Landkreis Neunkirchen
Landkreis Neunkirchen är ett distrikt (Landkreis) i centrala och östra delen av det tyska förbundslandet Saarland.